# Piscine de Kemi
La piscine de Kemi (en finnois : Kemin uimahalli) est une piscine située dans le quartier de Sauvosaari à Kemi en Finlande.

## Bâtiment
La piscine a été conçue par Aarne Ervi et sa construction s'est achevée en 1967.
Elle a été rénovée et agrandie en 1997 par Jukka Siren.
La piscine dispose de cinq bassins, d'un toboggan, d'un mur d'escalade fixe, de quatre saunas et d'un sauna sur mesure, ainsi que d'une salle de sport, des vestiaires avec des installations de garde d'enfants.
La piscine de Kemi dispose de 664 m2 de bassins.
Cent neuf panneaux solaires d'environ 70 × 150 centimètres ont été installés sur le toit de l'extension de la piscine de Kemi pour produire l'électricité couvrant les besoins énergétiques de la piscine.

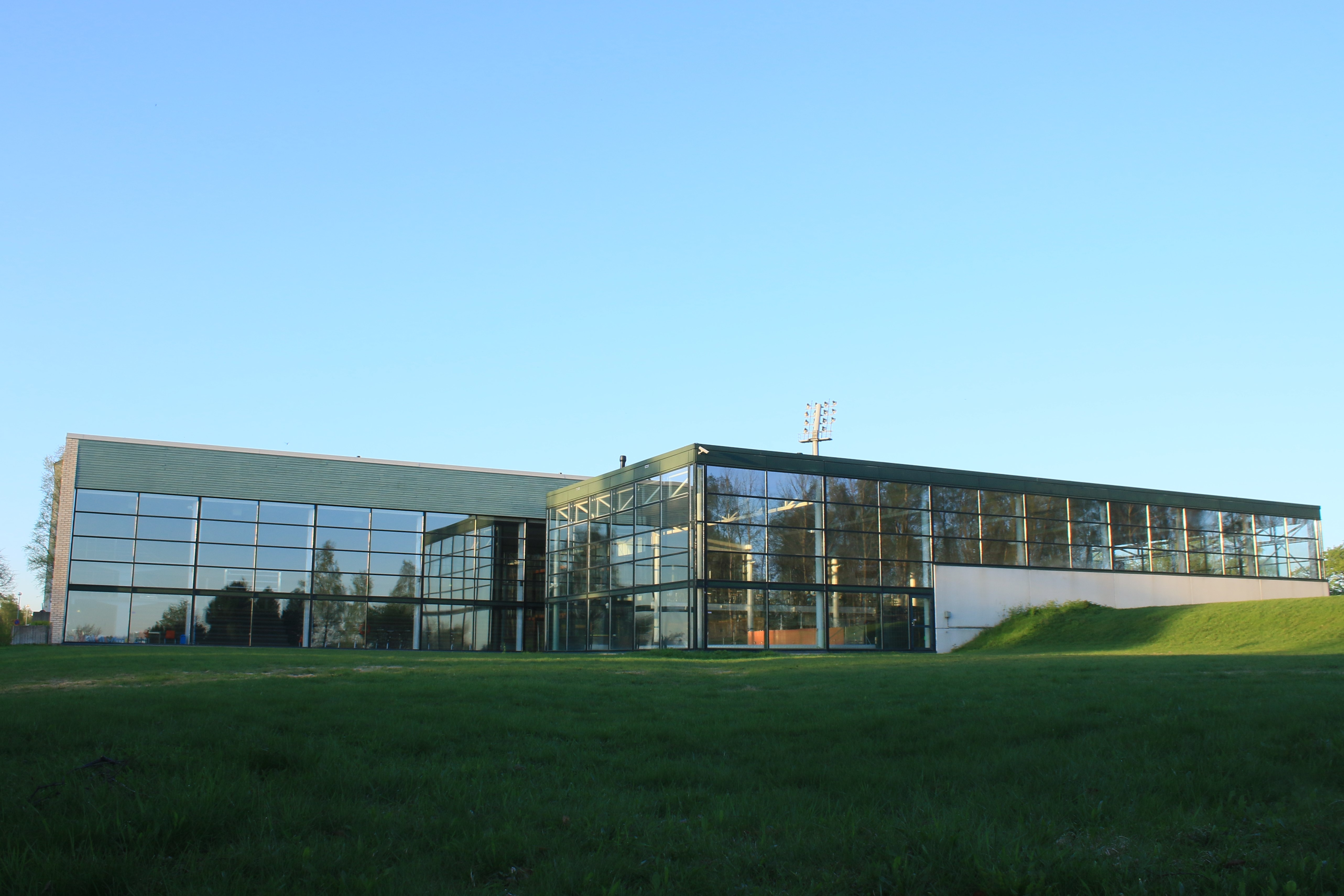